# İlhan Mansız
İlhan Mansız, né le 10 août 1975 à Kempten im Allgäu (Allemagne de l'Ouest), est un ancien footballeur turc qui évoluait au poste d'avant-centre.

## Biographie

### Origine, enfance et formation
Originaire d’Eskişehir, İlhan Mansız est issu d’une famille d’ascendance Tatar, de Crimée  plus précisément. Sa mère était couturière et son père ouvrier d’usine. En 1984, alors qu'il a 9 ans, İlhan Mansız est retourné à Eskişehir, avec sa mère, son frère et sa sœur. Il y a passé quatre ans, avant de revenir en Allemagne, sa famille étant restée là-bas.
C’est après ce retour en Allemagne que İlhan a commencé le football à l’âge de 13 ans où il se fera remarquer dans les centres de formation du SV Lenzfried, du FC Kempten et du FC Augsburg. C’est avec le FC Augsburg qu’il deviendra champion d’Allemagne junior en 1993,, puis la Coupe d’Allemagne junior en 1994.

### Début de parcours professionnel semé d’obstacles (1994-1998)
C’est en 1994, à l’âge de 19 ans, qu’il a entamé sa carrière professionnelle en étant transféré à l’équipe réserve du 1. FC Cologne (1. FC Cologne II). Ayant signé un contrat de deux ans avec le club, il devait jouer la première saison avec l’équipe réserve puis rejoindre l’équipe première la saison suivante, mais il a finalement décidé de partir en Turquie à la demande de son père. Poursuivant son parcours avec Gençlerbirliği. Mais il ne réussira pas à s’y imposer. Son contrat ayant été résilié d’un commun accord, il est retourné en Allemagne. Il a alors joué une saison de football amateur au Türkgücü Munich.
Son retour en Turquie a eu lieu en 1997 avec Kuşadasıspor. Grâce à ses performances là-bas, İlhan Mansız a attiré l’attention de Samsunspor et, en 1999, a rejoint le club de la mer Noire.
Il a mis fin à sa carrière en juin 2006, à l'âge de 30 ans.

## Carrière en équipe nationale
Sélectionné pour la Coupe du monde 2002, il participe à l'épopée turque qui décrochera la troisième place. Durant la compétition, il est l'auteur du but en or contre le Sénégal qui a qualifié la Turquie pour les demi-finales du tournoi. Il récidive en marquant un doublé face à la Corée du Sud lors du match de la 3e place.
International (21 sélections, 7 buts),

## Patinage artistique
En 2007 ou 2008, il participe à une émission de télé-réalité turque où des célébrités s’entraînent avec des professionnels du patinage artistique pour des représentations hebdomadaires. Il remporte l’émission avec comme partenaire Olga Bestandigova, une patineuse slovaque ayant concouru aux Jeux Olympiques d’hiver de Salt Lake City en 2002. Olga Bestandigova devient sa compagne. Depuis mars 2010, il s’entraîne en Allemagne avec elle. Le couple prévoit de faire ses débuts en compétition officielle aux championnats de Turquie l’année suivante. Il souhaite participer à l’épreuve de couple des Jeux Olympiques d’hiver de Sotchi en 2014 avec sa compagne, mais ne parvient pas à se qualifier malgré des efforts remarqués.

## Statistiques

### Buts internationaux
| 0     | Date | Lieu | Compétition                                                                                                   | Résultat | Adversaire | Détail | Détail | Détail | Sél. |
| ----- | --- | --- | --- | --- | --- | --- | --- | --- | --- |
| 1er   | 6 octobre 2001                                                                                                | Stade Zimbru, Chișinău, Moldavie                                                                              | Éliminatoires Coupe du monde 2002                                                                             | V 0-3 | Moldavie | 83e | du pied droit                                                                                                 | 0-3 | 1re |
| 2e    | 17 avril 2002                                                                                                 | Stade Parkstad Limburg, Kerkrade, Pays-Bas                                                                    | Match amical                                                                                                  | V 2-0 | Chili | 80e | du pied droit                                                                                                 | 2-0 | 5e |
| 3e    | 22 juin 2002                                                                                                  | Osaka Nagai Stadium, Osaka, Japon                                                                             | Quart de finale de la Coupe du monde 2002                                                                     | V 0-1 b.e.o                                                                                                   | Sénégal | 94e | du pied droit                                                                                                 | 0-1 | 11e |
| 4e    | 29 juin 2002                                                                                                  | Daegu World Cup Stadium, Daegu, Corée du Sud                                                                  | Match pour la troisième place de la Coupe du monde 2002                                                       | V 2-3 | Corée du Sud                                                                                                  | 13e | du pied gauche                                                                                                | 1-2 | 13e |
| 5e    | 29 juin 2002                                                                                                  | Daegu World Cup Stadium, Daegu, Corée du Sud                                                                  | Match pour la troisième place de la Coupe du monde 2002                                                       | V 2-3 | Corée du Sud                                                                                                  | 32e | du pied droit                                                                                                 | 1-3 | 13e |
| 6e    | 16 octobre 2002                                                                                               | Stade Ali-Sami-Yen, Istanbul, Turquie                                                                         | Éliminatoires Euro 2004                                                                                       | V 5-0 | Liechtenstein                                                                                                 | 22e | du pied droit                                                                                                 | 3-0 | 14e |
| 7e    | 19 novembre 2003                                                                                              | Stade İnönü, Istanbul, Turquie                                                                                | Éliminatoires Euro 2004                                                                                       | N 2-2 | Lettonie | 20e | du pied gauche                                                                                                | 1-0 | 21e |
| Total | 7 buts (5 du pied droit et 2 du pied gauche) en 21 sélections entre le 6 octobre 2001 et le 19 novembre 2003. | 7 buts (5 du pied droit et 2 du pied gauche) en 21 sélections entre le 6 octobre 2001 et le 19 novembre 2003. | 7 buts (5 du pied droit et 2 du pied gauche) en 21 sélections entre le 6 octobre 2001 et le 19 novembre 2003. | 7 buts (5 du pied droit et 2 du pied gauche) en 21 sélections entre le 6 octobre 2001 et le 19 novembre 2003. | 7 buts (5 du pied droit et 2 du pied gauche) en 21 sélections entre le 6 octobre 2001 et le 19 novembre 2003. | 7 buts (5 du pied droit et 2 du pied gauche) en 21 sélections entre le 6 octobre 2001 et le 19 novembre 2003. | 7 buts (5 du pied droit et 2 du pied gauche) en 21 sélections entre le 6 octobre 2001 et le 19 novembre 2003. | 7 buts (5 du pied droit et 2 du pied gauche) en 21 sélections entre le 6 octobre 2001 et le 19 novembre 2003. | 7 buts (5 du pied droit et 2 du pied gauche) en 21 sélections entre le 6 octobre 2001 et le 19 novembre 2003. |

## Palmarès

### En club
| Beşiktaş JK - Championnat de Turquie - Champion en 2003 |

### En sélection
| Turquie - Coupe du monde - Troisième en 2002 |

### Distinctions personnelles
- Meilleur buteur du championnat de Turquie en 2002 (21 buts)